# ウクライナ中央ラーダ
ウクライナ中央ラーダまたはウクライナ中央議会（ウクライナ語:Українська Центральна Рада　[ウクライィーンスィカ・ツェントラーリナ・ラーダ]）は、ウクライナ人民共和国の政治中枢機関である。略称はUTsR（УЦР　[ウーツェーエール]）。単に中央ラーダまたは中央議会（Центральна Рада）とも呼ばれる。ラーダはウクライナ語で「評議会」を意味し、ロシア語の「ソビエト」にあたる。歴史・政治分野では「ラーダ」と書かれるのが一般的である。

## 概要

### 成立

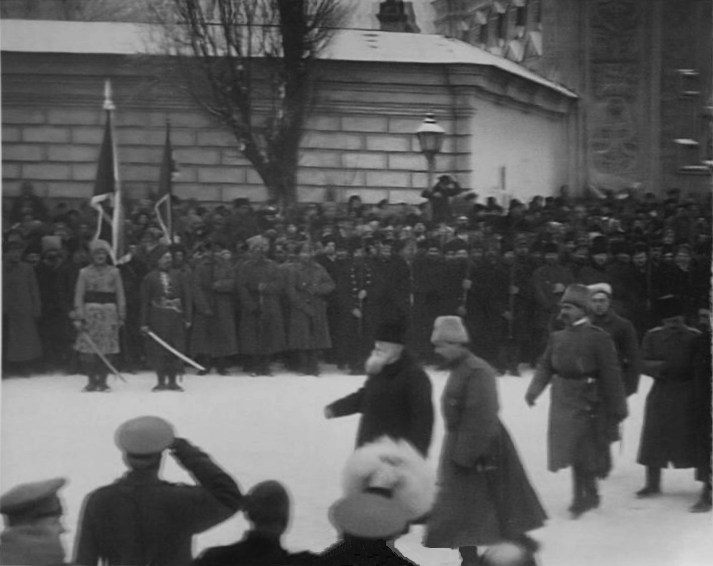
フルシェーウシキーが参加する軍事パレード

1917年2月に二月革命が発生すると、それまでロシア帝国領であったウクライナでも独立や自治を求めて各派が政権を立ち上げた。
ウクライナ中央ラーダは、1917年3月にウクライナの各勢力間の関係を調整する政治的中枢機関として設立された。また、3月17日から4月21日の間に行われた全ウクライナ国民大会(Всеукраїнський Національний Конґрес)や各地で次々と開催された職能大会でも、中央ラーダへの支持と各々の代表を中央ラーダに参加させる方針が決定されていった。
中央ラーダは共和国の首都であるキエフに置かれ、「ロシア連邦」の枠内で共和国全土を治める方針を定めた。当時ロシアでは臨時政府が政権を司っており、中央ラーダはこのロシア政府との協調路線をとることでより広範囲な自治権の保障を得ようと考えており、完全な独立への意思は有していなかった。ウクライナでは完全な独立を目指すよりはまず他国の宗主権下で権力の正当性の保障を得、その上でなるべく広範囲な自治権の獲得を目指すというスタイルが採られてきた歴史があり、中央ラーダもその範に従ったと言える。これは、広くウクライナ人に受け入れられ易い方法であった。また、ロシア政府との無益な争いにより消耗するよりは、同政府と協調路線をとることによりより円滑に国内を治めることができると期待されたということもあった。完全な独立を果たしてもその後の国家運用が困難を極めることは容易に予想できたため、「ロシア連邦」内での自治という路線は実際的なものであると思われた。
中央ラーダの主要勢力となったのは、作家のヴォロディームィル・クィルィーロヴィチ・ヴィンヌィチェーンコ(ヴォロディーミル・ヴィンニチェンコ；Володимир Кирилович Винниченко)や作家兼活動家のシモン・ペトリューラの率いるウクライナ社会民主労働党(USDRP)と歴史学者のムィハーイロ・セルヒーヨヴィチ・フルシェーウスィクィイらが率いるウクライナ社会革命党(UPSR)であった。これらは、帝政時代より活動を行ってきたウクライナ人による社会主義政党で、社会主義とともにウクライナ民族主義を掲げていた。そのため、ハルキウのようなロシア化した都市では、中央ラーダの方針に反発するロシア人やユダヤ人を中心として、「労働者・兵士ソヴィエト」が結成された。一方、中央ラーダでは各政党や派閥の政治信条を超えて、「ロシア連邦」内でのウクライナの自治という共通の目標を達成するために協力することが確認された。大統領には年長で人望のあったフルシェフスキイが就任した。

### 第1次ウニヴェルサール期
ウクライナの大評議会としての地位を確立していった中央ラーダは、ペトログラートにヴィンニチェンコらの代表団を派遣しロシアの臨時政府に対し自治を要求したが、独墺との戦争遂行に支障を来すと考えた臨時政府はこれを拒否した。このことは却ってウクライナの反発を招き、6月23日に中央ラーダは「ウクライナはロシア連邦領内の自治地域である」と宣言する「第1次ウニヴェルサール」(第1次宣言；I Універсал)を出した。
同月に中央ラーダでは内閣に当たる執行機関として「総書記局」を作り、ヴィンニチェンコが総書記長に就任した。ペトリューラは、軍事を担当することになった。そのため、中央ラーダの軍隊やのちのウクライナ人民共和国軍は「中央ラーダ軍」と呼ばれることもあったが、司令官の名前から「ペトリューラ軍」と呼ばれることもある。

### 第2次ウニヴェルサール期
ペトログラートの臨時政府は、第一次世界大戦の継続を主張しドイツに対する攻勢を命令した。これは、攻勢を主張した当時の陸海相アレクサンドル・ケレンスキーに因みケレンスキー攻勢と呼ばれる。しかし、革命により指揮系統の破綻しつつあったロシア軍は敗走を繰り返した。7月14日にはドイツ東部軍が反攻に転じ、ロシア軍の前線は全面にわたり崩壊した。その後、ラーヴル・ゲオールギエヴィチ・コルニーロフ(Лавр Георгиевич Корнилов)将軍がクーデターを企て、臨時政府は危機に陥った。
ロシア各地での反革命の気運の高まりを受け、ウクライナも敵対勢力の一端となることを恐れたペトログラートの臨時政府は、ケレンスキー陸海相・首相をキエフへ送り込み、キエフ、チェルニーヒウ、ポルターヴァ、ヴォルィーニ、ポジーリャの中部ウクライナ5県に限ってウクライナの自治を認めることで中央ラーダと合意を試みた。この合意は、7月16日に出された「第2次ウニヴェルサール」(第2次宣言；II Універсал)に盛り込まれた。これにより、中央ラーダとその総書記局が正式にウクライナの政府として認められ、ウクライナはロシア帝国に併合されて以来はじめて本格的な自治を手に入れた。

### 第3次ウニヴェルサール期
しかし、10月にボリシェヴィキによる十月革命が発生すると、ウクライナとロシアの友好関係は終わりを迎えることとなった。中央ラーダは、暴力によって臨時政府から権力を奪取したボリシェヴィキを非難し、十月革命を認めなかった。これまでの権力保障機関であったロシアの臨時政府が消滅したことを受け、11月20日、中央ラーダと総書記局はより広範囲の独立自治を謳う「第3次ウニヴェルサール」(第3次宣言；III Універсал)を発し、ここにウクライナ人民共和国の創設を宣言した。これは、依然としてロシアとの連邦制を謳ったものであったが、実際にはロシアには中央ラーダの認める政権が存在しておらず、この「第3次ウニヴェルサール」が事実上のウクライナの独立宣言となったといえる。また、イギリスとフランスは「第3次ウニヴェルサール」を受けてウクライナ人民共和国の独立を承認し、代表団をキエフに送った。この早急なる承認の裏には、ウクライナが単独で独墺と講和条約を結ぶことを危惧したという理由があった。日本をはじめ他の諸外国も、相次いでキエフへ代表団を送り込んだ。
「第3次ウニヴェルサール」で創設されたウクライナ人民共和国は、民族主義を標榜する社会主義国家という奇妙な枠組みをもっていたが、宣言の方針はきわめて民主的な内容のものであった。また、領土は東部のハルキウや南部のヘルソーンやタウリダ、カテリノスラーウ(現代のドニプロペトロウシク)の4県を併合し、ほぼ帝政時代のウクライナの領土を回復した。

### ボリシェヴィキの侵入
ウクライナはロシアのあらゆる産業の中心地であり、ボリシェヴィキはウクライナがロシアから乖離することを恐れて中央ラーダの無力化を試みた。ヴラジーミル・レーニンやレフ・トロツキーらボリシェヴィキは中央ラーダをブルジョワ主義の反革命分離主義者であると激しく批判し、平行してソヴィエト勢力を中央ラーダ内に入り込ませ、内部よりの乗っ取りを企てた。しかし、ウクライナでのボリシェヴィキ勢力はわずか1割程度であり、中央ラーダの乗っ取りは到底不可能であった。かわって、ボリシェヴィキは武力によるウクライナの制圧を視野に入れて、ウクライナ系勢力に敵対するロシア系勢力の強いハルキウにウクライナ人民共和国(ウクライナ・ソヴィエト共和国)を樹立してボリシェヴィキ勢力のウクライナにおける中枢とした。

### 第4次ウニヴェルサール期
12月には、ロシアのソヴィエト政権はウクライナに「最後通牒」を突きつけた。ウクライナでの赤軍(ソヴィエト軍、ボリシェヴィキ軍)の行動の自由の是認などと引き換えにウクライナ人民共和国を承認するとする要求は、到底中央ラーダの呑めるものではなかった。中央ラーダの拒否を受け、ボリシェヴィキはウクライナへ軍事侵攻を行うことを決定した。また、扇動者を送り込み、中央ラーダ勢力の切り崩しにかかった。中央ラーダ軍は精鋭部隊のシーチ銃兵隊に加え、ウクライナ・コサックによる民兵組織「自由コサック民兵団」、農民や学生の部隊を中心とした雑多な軍隊であった上に、ボリシェヴィキの扇動によりさらに混乱を極めていた。赤軍は各地で中央ラーダ軍を破り、翌1918年1月にはキエフで激しい戦闘が行われた。中央ラーダは1月22日、「第4次ウニヴェルサール」(第4次宣言；IV Універсал)を発し従来の「ロシア連邦」下での協調路線を捨てウクライナが完全に独立することを宣言したが、抗し切れず、2月にはキエフを退いてジトーミルへ逃れた。

### 反撃
中央ラーダは、同月9日に独墺とブレスト＝リトフスク条約を結んで食糧100万トンと引き換えに独墺軍の軍事的協力を得ることに成功した。これによる要請から45万の軍勢をウクライナ方面へ進軍させた独墺軍は、ジトーミルで態勢を立て直した中央ラーダ軍とともにボリシェヴィキに反撃を加え、4月末までにウクライナの領土をほぼすべて回復した。

### 終焉
しかし、独墺軍との連合は中央ラーダにとって命取りとなった。特に、主力となったドイツ軍は横暴を極め、ウクライナの農民からの食糧徴発も膨大な量に上った。一方、ドイツ軍にとっては中央ラーダは経験の浅いインテリ集団であり、食糧調達のための行政能力に欠けていると評価された。農民の不満は中央ラーダに向けられ、ついに4月29日、キエフ・サーカス劇場にて行われた農民大会でヘーチマンの政変が発生した。大会議場にてロシア帝国の貴族であったパウロー・スコロパードシクィイ将軍がヘーチマンに選出され、中央ラーダは解散、国号もウクライナ国に改められたのである。

### 継承
1918年11月11日にドイツが連合国に降伏すると、それまでウクライナで主人として振舞っていたドイツ軍は全面撤退することとなった。これを受け、再起のまたとない機会と捉えた中央ラーダの残党たちは、スコロパードシクィイのヘーチマン政府に対抗するため新たにディレクトーリヤ(執政内閣、指導部、臨時政府などとも訳される)と呼ばれる組織を立ち上げた。その長である執政官にはヴィンニチェンコがなり、ペトリューラは再び軍事を司った。シーチ銃兵隊を中心に構成されたペトリューラ軍は態勢の整わないウクライナ国軍を次々と破り、12月14日にはドイツ軍と協定を結んだ上でキエフを掌握した。ここに、ウクライナ人民共和国は復活の日の目を見た。しかし、ディレクトーリヤ政府はかつての中央ラーダ政府よりさらに組織は脆弱で、また周囲の政治状況も以前より困難度を増していた。ディレクトーリヤ政府は西ウクライナ人民共和国とも連合してボリシェヴィキ勢力の掃討に務めたが、アントーン・イヴァーノヴィチ・デニーキン(Антон Иванович Деникин)将軍やピョートル・ニコラーエヴィチ・ヴラーンゲリ(Пётр Николаевич Врангель)将軍らの南ロシア軍(白軍、白衛軍)やネストル・マフノのウクライナ革命反乱軍(黒軍)など他勢力との連合に失敗し、同盟したポーランドの裏切りにもあった。また、チフスの流行により軍も壊滅し、赤軍との戦闘続行は不可能となった。ペトリューラはポーランドへ亡命し、1920年秋にウクライナ人民共和国はその最後を迎えた。
しかし、その後も中央ラーダ・ディレクトーリヤの残党によるパルチザン活動は続行された。一部は、ペトリューラの亡命政府と連携し、ボリシェヴィキ軍を苦しめた。しかし、この勢力も1921年末には弾圧され、ここに4年にわたるウクライナ内戦はウクライナ勢力の敗北のうちに終結した。
パリへ亡命したペトリューラは1926年にソ連のスパイによって暗殺された。亡命していたフルシェフスキイは、ウクライナのウクライナ化政策が採られた1920年代に帰国し、アカデミー会員となってウクライナ史の研究に従事した。しかし、彼は1930年代に採られた反ウクライナ政策に基づくヨシフ・スターリンの粛清の標的となり、1931年に彼の作ったアカデミーの歴史部門は閉鎖、カフカースへ流刑された。1934年11月26日、フルシェフスキイはキスロヴォーツクにてその生涯を閉じた。一方、中央ラーダの総書記長を務めたヴィンニチェンコはフランスへ逃れ、1951年まで生を長らえた。
1920年には、チェコスロヴァキアのプラハで亡命ウクライナ人による反ポーランド組織、ウクライナ軍事組織(UVO)が立ち上げられた。間もなくこの組織の長には、中央ラーダでペトリューラとともにシーチ銃兵隊を結成したイェヴヘーン・コノヴァーレツィ(Євген Коновалець)大佐が就任した。UVOは、ユゼフ・ピウスツキ大統領の暗殺も試みたことがあった。1929年には、学生組織と合同して新たにウクライナ民族主義者組織(OUN)が結成された。OUNは、一時2万人の組織員を抱え、ポーランドやソ連の要人の暗殺を行うとともに、さまざまな宣伝活動や啓蒙活動も行った。組織はのちにアンドリーイ・メーリヌィク(Андрій Мельник)の派閥とステパーン・アンドリーヨヴィチ・バンデーラ(Степан Андрійович Бандера)の派閥とに分裂したが、これらは1941年に組織されたウクライナ蜂起軍(UPA)のもとに再び終結し、ドイツ軍とソ連軍双方に対する激しいパルチザン活動を行った。UPAは第二次世界大戦終結時に西ウクライナのかなりの部分をその勢力下に収めており、ソ連軍は1950年代までその掃討作戦を続けざるを得なかった。UPAはポーランドに対する活動も行った。ポーランドは軍事力で以ってUPAを壊滅するとともに国内のウクライナ人居住区を強制的に解体し、ウクライナ人コミュニティーの形成の阻害を図った。その結果、ポーランド領内にはまとまったウクライナ人居住区はなくなった。ステパーン・バンデーラは、1959年10月2日にKGBのスパイによって暗殺された。
中央ラーダの流れを汲むウクライナ民族主義活動はいずれも実を結ばなかったが、思わぬところでその独立は現実のものとなるに到った。1990年6月にロシア共和国が主権宣言を行うと、ウクライナのヴェルホーヴナ・ラーダも7月16日に主権宣言を行った。この時点ではウクライナはまだ独立する決定を持っていなかったが、1991年にモスクワで8月クーデターが発生し失敗に終わると、その勢いもあり8月24日ヴェルホーヴナ・ラーダはウクライナの独立を宣言した。独立ウクライナは、独立に際し特段の独立運動もなく、またソ連時代の幹部がそのまま新体制に移動したものであった。ウクライナの独立を受け、ソ連は崩壊した。
1980年代よりウクライナの独立運動の再評価が行われるようになり、中央ラーダの人物も復権の兆しを見るようになった。現在のウクライナは、国旗、国歌、国章ともに1918年に中央ラーダで定められたものを採用している。また、フルィーヴニャ紙幣にはボフダン・フメリニツキーのようなウクライナ史上の大人物の肖像画に並び、フルシェフスキイら中央ラーダの人物の肖像も採用されている。このように、現在のウクライナはかつての中央ラーダ・ウクライナ人民共和国の正当な後継国家であることを自認していると言え、現在のウクライナの正当性の根拠として中央ラーダによる独立国家の運営という史的事実が置かれていると言える。